# Karcsava
Karcsava (szlovákul: Krčava) község Szlovákiában, a Kassai kerület Szobránci járásában.

## Fekvése
Nagymihálytól 27 km-re délkeletre, az ukrán határ közelében fekszik.

## Története
Területén már a Nagymorva Birodalom korában szláv település állt. A mai községet 1302-ben említik először.
A 18. század végén, 1799-ben Vályi András így ír róla: „KARCSVA. Orosz falu Ungvár Várm. földes Ura Horváth Uraság, lakosai leg inkább ó hitűek, fekszik Jenkének szomszédsábában, és annak filiája, határja meg lehetős.”
Fényes Elek 1851-ben kiadott geográfiai szótárában így ír a faluról: „Karcsava, orosz-tót falu, Ungh vmegyében, Ungvárhoz éjszakra 1 1/4 mfld: 116 rom., 172 g. kath., 11 ref., 15 zsidó lak., s részint hegyes, részint róna határral. F. u. b. Horváth János.”
A trianoni diktátumig Ung vármegye Ungvári járásához tartozott, majd az újonnan létrehozott csehszlovák államhoz csatolták. 1938 és 1945 között ismét Magyarország része.

## Népessége
| Év:            | 1994. | 2004.   | 2014.   | 2024.   |
| -------------- | ----- | ------- | ------- | ------- |
| Emberek száma: | 449   | 437     | 420     | 434     |
| Eltérés:       |       | -2,67 % | -3,89 % | +3,33 % |

| Év:            | 2023. | 2024.   |
| -------------- | ----- | ------- |
| Emberek száma: | 437   | 434     |
| Eltérés:       |       | -0,68 % |

1910-ben 384, túlnyomórészt szlovák anyanyelvű lakosa volt.
2003-ban 433 lakosa volt.
2011-ben 424 lakosából 352 szlovák volt.